# Cuevas sagradas de los Basotho
Las cuevas sagradas de Basotho son una red de cuevas extendida por la provincia sudafricana de Estado Libre hasta Lesoto. Descritas como la «Clave de la religión» en Sudáfrica, son el hogar de huellas de dinosaurios y múltiples pinturas rupestres. Además, el pueblo basotho (también llamado sotho), utiliza el lugar para hacer rituales religiosos, incluyendo la extracción de agua en las cuevas y ceremonias como entierros y cremaciones.

## Sobre las cuevas

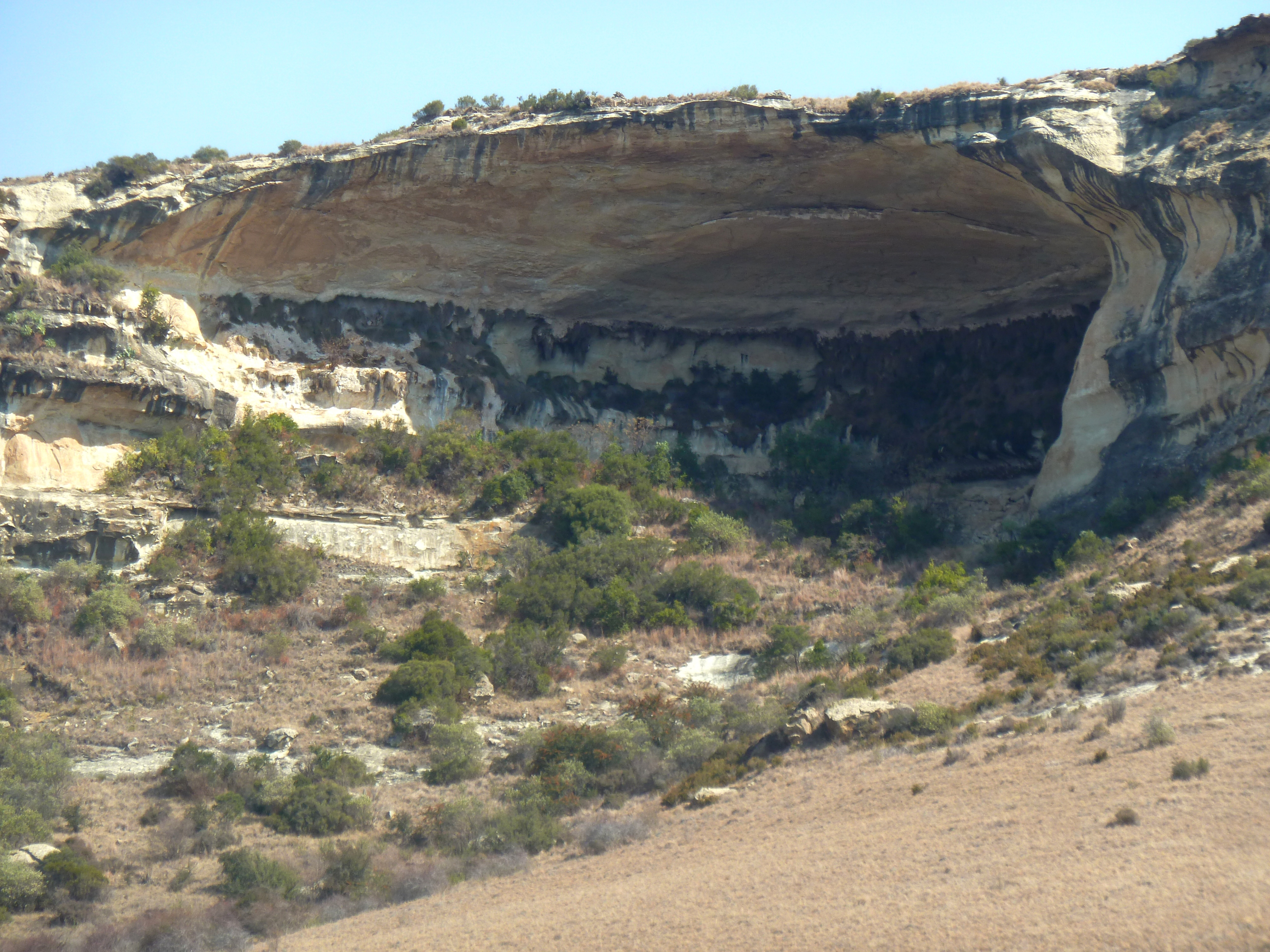
Las cuevas aledañas a Clarens, provincia del Estado Libre, Sudáfrica.

Las cuevas han sido conocidas durante milenios, tanto en la religión y cultura como parajes aptos para la meditación y reflexión. El pueblo basotho tradicionalmente considera al lugar como un sitio de residencia para los antepasados.  Como evidencia de su conocimiento milenario, antiguos cazadores-recolectores dejaron allí huellas en forma de pinturas rupestres. Ubicadas a las afueras de la ciudad de Clarens, en Estado Libre, al pie de las montañas Maloti en Lesoto, son visitadas por miles de personas para la realización de rituales espirituales. Se encuentran debajo de un saliente de piedra, el segundo más grande del hemisferio sur[cita requerida]. A la periferia de la cueva de Matouleng hay un pequeño grupo de cuevas, las Badimong, así como otras áreas que se consideran sagradas por este pueblo. 
En este lugar no hay autoridad religiosa específica. Por lo tanto, una combinación de dos sistemas de creencias espirituales coexiste en las cuevas, como el cristianismo las tradiciones africanas. Las cuevas sagradas más populares en la zona son las de Motouleng y Badimong, aunque hay muchas otras de cierta importancia religiosa. Las cuevas son utilizadas por los sotho, en donde aprovechan los siguientes recursos:
- Fuente de agua potable y virgen.
- Realización de rituales religiosos.[1]
- Realización de ceremonias como cremaciones y entierros.[1]
- Galerías de arte con las pinturas rupestres y demás artefactos del pueblo.[1]
- Extracción de arcilla roja necesaria para las ceremonias.

Dentro de las tradiciones africanas, como la de este pueblo, el agua es considerada como un elemento ancestralmente significativo, por lo que los arroyos y estanques de las cuevas juegan un papel importante en las ceremonias dadas en las cuevas sagradas.

### Mount Mautse

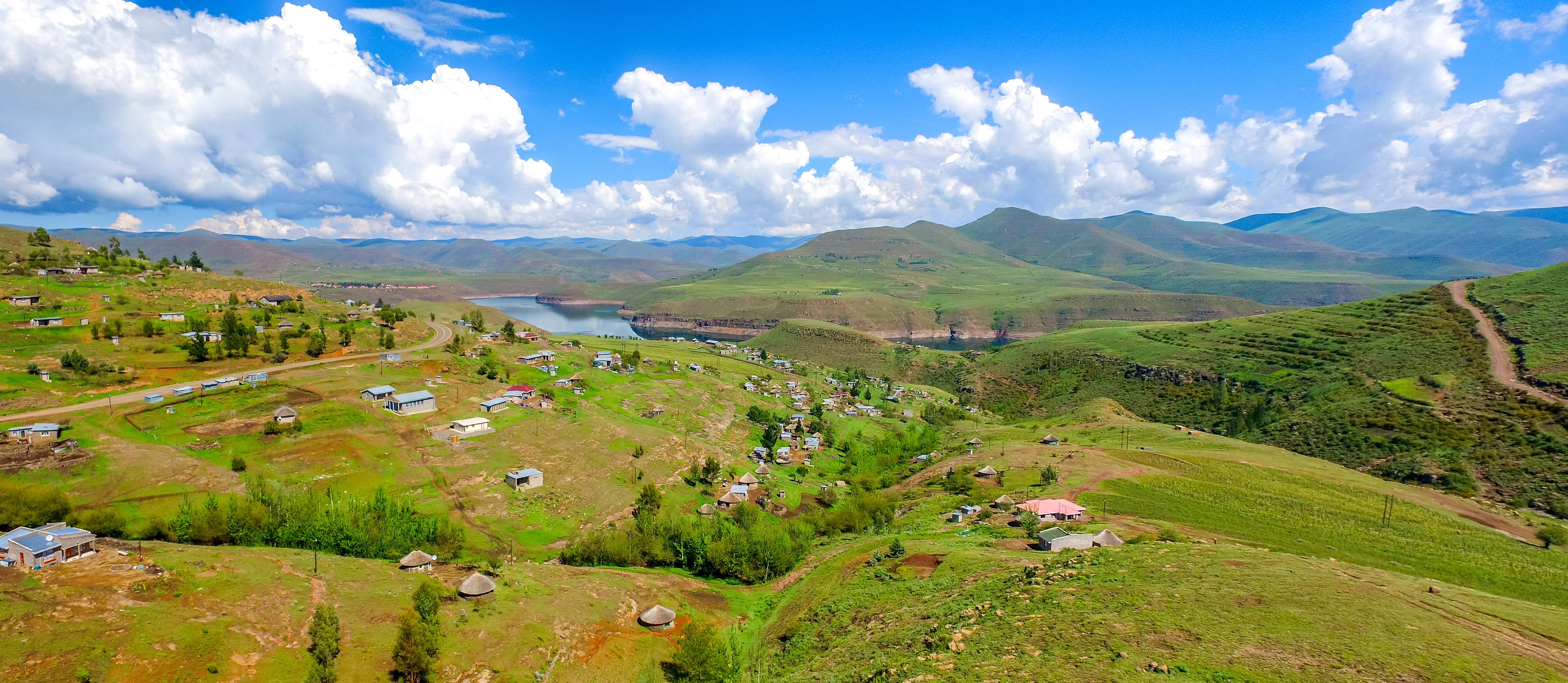
Un pueblo dentro de un prado en las montañas de Maluti.

Ubicado en la provincia del Estado Libre, el Mount Mautse (en español: «Monte Mautse») ha sido considerado como 'las Montañas Sagradas' desde la década de 1970. La elevación estimada del terreno sobre el nivel del mar es de 2174 metros. Existe la creencia de que energías con poderes curativos residen en las cuevas de esta montaña. Las cuevas del Mount Mautse son utilizadas para la práctica de rituales tradicionales, por lo que muchos curanderos se reúnen aquí con frecuencia. Estos aprovechan el agua de los arroyos locales y las hierbas de las montañas.

### Motouleng
Las cuevas de Motouleng, cuyo nombre significa «lugar donde se golpean los tambores», se encuentran en las montañas del este de Estado Libre y Lesoto, entre Clarens y Fouriesberg; la gran cueva fue creada en una montaña de piedra caliza por la caída de una roca. Ríos y estanques pequeños se encuentran debajo de la cueva. Hay una fuente en la entrada de las cuevas de Motouleng llamada «Sediba sa Bophelo», que en sotho meridional ( o sesotho) significa: «La fuente de la vida». Los visitantes arrojan monedas para tener suerte. La cueva se localiza a 2 km de un asentamiento granjero cercano, el cual se encuentra a 15 km de la ciudad de Clarens. Los lugareños van al lugar cuando les place, mientras que los visitantes deben asistir a guías oficiales para garantizar el respeto por los antepasados.  Las mujeres deben usar faldas largas y cubrirse por respeto.

### Badimong
Las cuevas de Badimong, cuyo nombre significa «lugar de los antepasados», es un valle complejo con cuevas y parajes; el área se encuentra entre Ficksburg y Fouriesburg. Se rumorea que en estas zonas abundan espíritus poderosos. Cerca de estas cuevas se encuentra un prominente sitio de arcilla medicinal sagrada llamado «Nkokomoni», que significa «el lugar de la hinchazón». 
Los sitios como las cuevas de Motouleng y Badimong son muy apreciados ya que contienen muchas formas de simbolismo tanto para las tradiciones del pueblo basotho como para los individuos cristianos.

## Rituales del pueblo

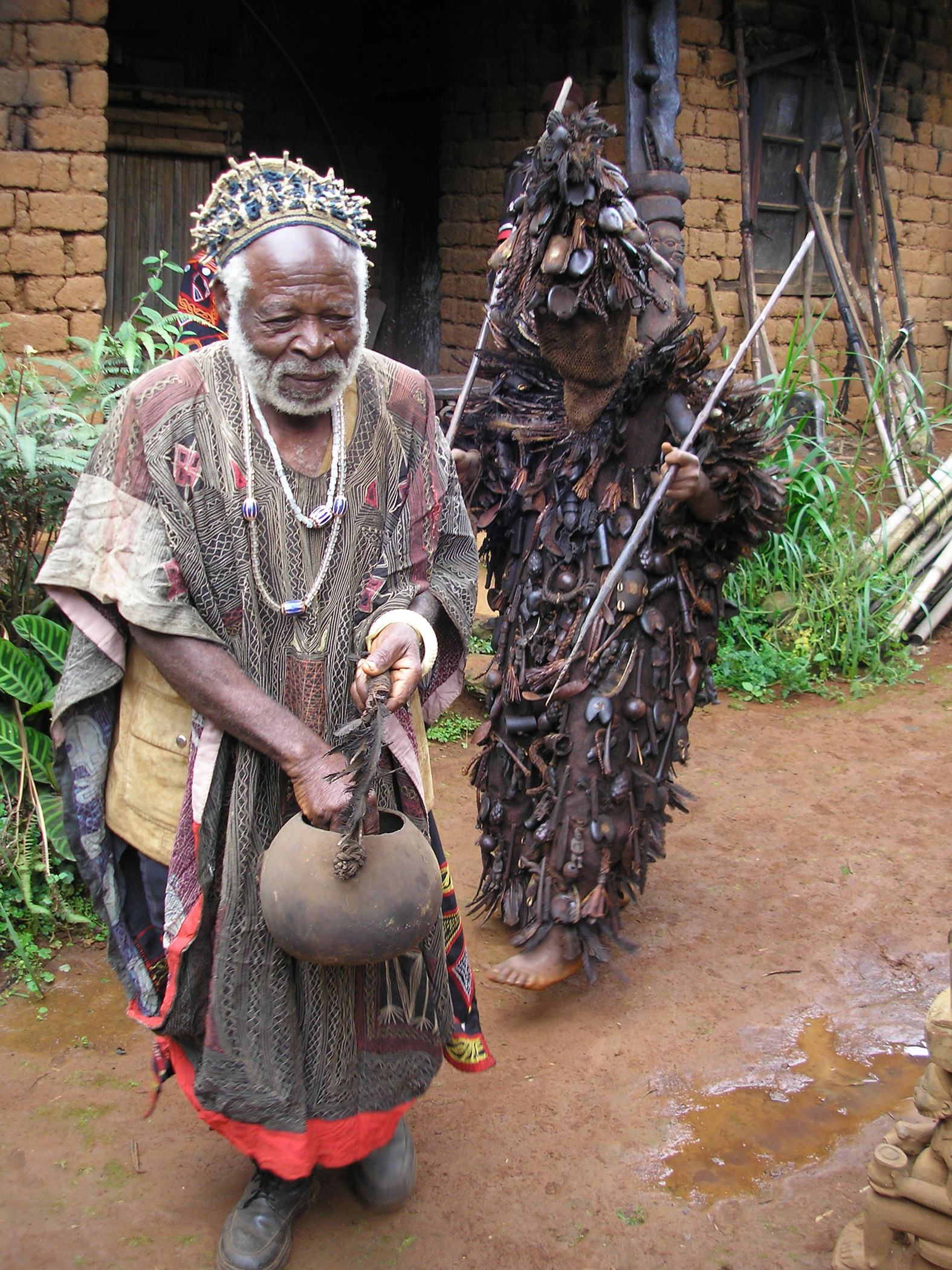
Los curanderos juegan un papel muy importante en los rituales de este pueblo.

Las personas que realizan rituales en estas cuevas recurren a herboristas, adivinos y curanderos tradicionales que tienen como objetivo tratar enfermedades y alejar las malas energías, incluyendo la realización de rituales para proteger a las familias, las granjas, el ganado y las propiedades. Los rituales dados en estos lugares sacros se consideran importantes para el bienestar de integral de un individuo. Las cuevas, por su parte, funcionan para marcar el rito de iniciación para etapas específicas, como nacimientos, pubertad, matrimonio, bautismos e incluso funerales. Las cuevas también son usadas para reconocer tiempos de cosecha y conmemorar eventos unificadores, así como hechos catastróficos como la guerra y el hambre. Estos rituales son importantes ya que ayudan a definir la composición social de las comunidades basotho a medida que convierten a los niños en hombres y a las niñas en mujeres. 
Las áreas están abiertas para que todas las personas contemplen los ritos. Sin embargo, algunos rituales se realizan en forma aislada y privada, ya que la comunidad basotho cree que requieren más respeto. Algunos de estos rituales son más profundos, por lo tanto, hay quienes no comprenden los ritos o no pueden respetarlos, y por ello no se les permite ver.